# Gregorio Gios
Gregorio Gios (Asiago, 29 giugno 1999) è un hockeista su ghiaccio italiano, di ruolo difensore.

## Biografia

### Club
Figlio di Andrea Gios, a sua volta ex giocatore di hockey su ghiaccio e presidente della FISG, crebbe nelle giovanili dell'Asiago prima di andare a fare esperienza all'estero, dapprima nei campionati giovanili finlandesi e poi nella National Collegiate Development Conference statunitense.
Nel 2020 ha fatto ritorno in Italia, trovando il suo primo ingaggio da professionista con l'Hockey Club Bolzano. Con gli altoatesini ha giocato gli ultimi incontri della stagione 2019-2020 di ICE Hockey League e la prima parte della stagione successiva: non trovando spazio con continuità, nel gennaio 2021 venne ceduto al Fassa, in Alps Hockey League.
Al termine della stagione ha fatto ritorno all'Asiago, dapprima in Alps Hockey League, poi - dal 2022 - in ICE Hockey League. Nei play-off della stagione 2024-2025 ha giocato alcuni incontri in prestito al Val Pusteria che doveva sopperire all'infortunio di Ole Andersen, per poi far ritorno all'Asiago che, dopo l'esclusione dall'ICE, è tornato a disputare la Alps Hockey League.

### Nazionale
A livello di nazionali giovanili, ha disputato tre edizioni ciascuna dei mondiali Under-18 e dei mondiali Under-20.
Dal 2020 è nel giro della nazionale maggiore, con cui ha disputato i mondiali del 2021 e del 2022, e i mondiali di Prima Divisione - Gruppo A del 2023.

## Palmarès
- Alps Hockey League: 1

Asiago: 2021-2022
- Campionato italiano: 1

Asiago: 2021-2022
- Supercoppa italiana: 3

Asiago: 2020-2021, 2021-2022, 2022-2023